# William Auguste Coolidge
Pour les articles homonymes, voir Coolidge.
William Auguste Coolidge, né le 28 août 1850 à New York aux États-Unis et mort le 8 mai 1926 dans le Grindelwald en Suisse, est un ecclésiastique, professeur, écrivain, alpiniste et historien américain. Il joue un rôle important dans l'exploration des Alpes et y a réalisé un nombre important de premières ascensions au cours de la période qui suit l'âge d'or de l'alpinisme.

## Biographie
William Augustus Brevoort Coolidge, né le 28 août 1850 à New York, est le fils de Frederic William Skinner Coolidge, marchand de Boston, et d'Elisabeth Neville Brevoort. Cette dernière est la sœur de Miss Meta Brevoort qui initie le jeune Coolidge à la pratique de l'alpinisme.
Il étudie l'histoire et le droit à la St-Paul School à Concord dans le New Hampshire, au Elizabeth College à Guernesey (de 1866 à 1869) et au Collège d'Exeter à Oxford entre 1869 et 1871. Il obtient ainsi les diplômes d'histoire moderne et de jurisprudence. Il est reçu Fellow de Magdalen College d'Oxford, puis Magister Artium en 1876. De 1880 à 1881, on le retrouve professeur d'histoire de l'Angleterre au St David's College à Lampeter. À partir de 1882, il obtient divers diplômes ecclésiastiques. Il est consacré pasteur de l'Église anglicane en 1883.
Il découvre les Alpes suisses en villégiature avec sa famille à Grindenwald à l'été 1865. Le 17 juillet 1865, il y fait son premier sommet, le Niesen, accompagné par sa tante Meta Brevoort. À partir de cette année, il retourne chaque été et uniquement dans les Alpes. Il déclare dans un de ses livres (Simler, p. 163) que « les Alpes sont incontestablement la plus belle région de la terre. » Il réalise ainsi 80 premières, gravit 1 200 cols et fait 1 750 ascensions principalement avec sa tante et Christian Almer père et fils. À partir de 1880 et jusqu'en 1893 il s'associe à Frederick Gardiner.
En 1870, il est fait membre du renommé Alpine Club, premier club alpin de l'histoire. Francis Fox Tuckett était son « parrain en alpinisme ». En 1885, il s'installe à Grindelwald où il fait construire le chalet Montana.
Extrêmement sensible aux charmes des beaux paysages, il n'était pas de la catégorie des alpinistes collectionneurs de cimes et de performance comme Eardhy Blackwell ou l'alpinisme acrobatique d'Albert F. Mummery contrairement à ce que certains commentateurs ont affirmé, faisant de lui à tort un alpiniste qui monte pour monter, « sans vouloir voir ». Son approche reste celle des anciens pionniers, de John Ball, de Francis Fox Tuckett, dont il se déclare le continuateur. Il ne manquait pas de refaire des ascensions pour leur attrait contemplatif, et dans ses notes personnelles, il prend toujours le temps de mentionner la vue dont il a joui sur les sommets, y restant parfois plus d'une heure pour admirer la beauté des points de vue offerts par ces panoramas grandioses. Il a dit du panorama du mont Pelvoux, tel qu'il l'avait admiré le 14 juillet 1880, que « la terre ne peut offrir de plus beau spectacle à la contemplation de l'homme. » Il avait été tellement frappé par d'autres panoramas de montagnes, comme celui de la Besimauda (it), qu'il a préféré ne jamais les revoir, plutôt que de risquer d'affaiblir l'impression qu'il en avait gardé, l'image radieuse qu'il portait enchâssée au fond de son cœur.
Ayant un esprit scientifique, Coolidge s'est attaché à améliorer la topographie en baptisant des sommets et cols dont les appellations sont restés dans la toponymie actuelle : lors de sa première ascension de la roche de la Muzelle (3 465 m) le 2 juillet 1875, il nomma la pointe Marguerite (3 262 m) en l'honneur de sa tante Miss Brevoort qui fut la première femme à en faire l'ascension en compagnie de son neveu W.A.B. Coolidge le 30 juin 1875. Le col du Vallon (2 531 m), le col Jean-Martin (3 257 m) qui se situe entre la roche de la Muzelle et le Grand Roux (2 367 m), le col de la Mariande (2 940 m). Lors de son arrivée dans l'Oisans à l'été 1876 pour effectuer l'ascension de l'aiguille du Plat de la Selle (3 596 m), il nomma le col des Trois Pointes (3 043 m), le col des Arias et le col d'Entre-Pierroux (3 168 m) : « Nous étions montés par le Petit-Vallon, avions traversé le col situé entre l'Aiguille des Arias et l'Aiguille d'Entre Pierroux, et nous trouvions sur les pentes auxquelles la carte de l’État-Major donne le nom curieux de « Travers des chamois ». Sur place nous résolûmes d'appeler notre nouveau passage « col d'Entre-Pierroux ». » Lors de ses quinze jours à La Bérarde du 9 au 23 juillet 1877, il baptisa le col de Clochâtel (3 243 m) pendant l'ascension de la cime de Clôt Châtel (3 563 m) le 10 juillet 1877, et le col des Avalanches (3 499 m). Lors de son ascension du pic du Thabor, il baptisa le col de Thabor (3 109 m) situé entre le mont Thabor (3 178 m) et le pic du Thabor (3 205 m). Le 4 juillet 1882 il nomma le col de Gros-Jean (3 265 m) lors de son ascension des aiguilles d'Arves (3 514 m), le 11 août le col du Loup de Champoléon (3 048 m) lors de son ascension du pic Verdonne  (3 328 m), le 22 août le col de Parières (2 910 m) lors de l'ascension au pic de Parières (3 328 m), le col des Bouchiers (2 930 m) le 23 août, le col du Grand Sablat (3 309 m) lors de son ascension du mont Savoyat (3 345 m) le 12 septembre 1887. Lors de ses cinq nouvelles courses dans l'Oisans en 1891, il nomma le col des Cerces (2 574 m) et la pointe des Cerces (3 098 m) lors de son ascension le 1er septembre. Relevant les différents sommets et leur emplacement et altitude précise entre la brèche Charrière (3 280 m) et la roche d'Alvau (3 628 m) il les nomma de façon détaillée selon leur orientation cardinale.
En 1896, son activité physique subit un sérieux ralentissement, souffrant déjà de l'affection rhumatismale. En 1899 et 1900 il se rabat sur des petites courses en Suisse centrale. Il fait ses adieux aux Alpes en 1900 depuis le Rigi qu'il avait gravi en 1865 à l'âge de 15 ans, 35 ans plus tôt. En 1900, il prend sa retraite alpinistique à Grindelwald pour y consacrer tout son temps à l'écriture. Il fait ainsi connaître les Alpes au public anglophone par ses nombreuses publications scientifiques ou touristiques.

## Premières ascensions
La plupart de ses premières se sont concentrées dans les Alpes françaises.
Dans le Haut-Dauphiné, on relève :
- 1870 : la Meije centrale et l'Ailefroide orientale ;
- 1873 : le Râteau, la Grande Ruine, les Agneaux (voie de la Calotte), le mont Gioberney ;
- 1874 : l'aiguille des Arias, la roche de la Muzelle, la tête du Replat, le pic de la Grave ;
- 1875 : la pointe Marguerite ;
- 1876 : l'aiguille du Plat de la Selle ;
- 1877 : la cime du Vallon, le Sirac, les aiguilles méridionale et septentrionale d'Arves, la Grande Sagne, le pic Coolidge, la pointe des Bœufs Rouges, la cime de Clot Châtel, l'Olan, le Rochail ;
- 1878 : les Bans, Pic du Thabor ;
- 1879 : le Pavé, le pic sud du Says ;
- 1880 : le Flambeau des Écrins, la pointe de la Mariande, la pointe du Sélé ;
- 1881 : le Fifre ;
- 1883 : l'aiguille d'Entre-Pierroux ;
- 1886 : le pic du Clapier du Peyron ;
- 1887 : la tête de Vautisse ;
- 1889 : l'arête nord-nord-ouest de l'aiguille Rousse ;
- 1891 : l'aiguille Noire ;

Dans le Queyras et l'Ubaye, il réussit les premières ascensions de l'aiguille de Chambeyron, de la pointe des Henvières, de la pointe-Haute de Mary, du pic du Pelvat, du Peou-Roc, ainsi que des ascensions du Panestrel, du pic des Houerts, du mont Viso et du Visolotto.
En Suisse, on note la première hivernale de la face sud du Schreckhorn et l'arête ouest du Gwächtenhorn (1889).

## Autres ascensions notables

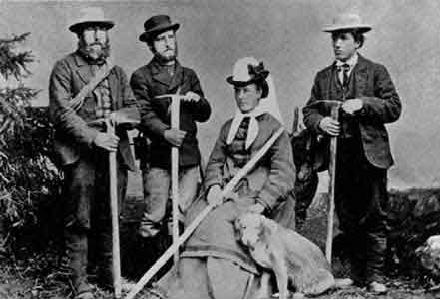
Christian Almer, Ulrich Almer, Meta Brevoort et William Coolidge en 1874.

- 1866 : col d'Argentière, mont Buet, col de Sagerou, col d'Oren, col de Valpelline, col de Sonadon, etc.
- 1867 : Adlerpass, Strahlhorn, mont Rose, Schilthorn, Jungfrau, Tchingelpass, Watterlücke, Piz Badile, Cima di Rosso, Piz Michel, etc.
- 1868 : il s'associe avec Christian Almer (père) guide à Zermatt et ce, jusqu'en 1884, et grimpe dans l'Oberland bernois : Balmhorn, Blüemlisalphorn, Aletschhorn, Gross Nesthorn, Wetterhorn, etc.
- 1869 : Sparrenhorn, mont Rose, mont Blanc, Grandes Jorasses, Dômes de Miage, Momingpass, Breithorn, Neu Weissthor, Grand Combin, etc.
- 1870 : il fait son apparition dans le Dauphiné : Pelvoux, Ailefroide, barre des Écrins, Meije centrale, col des Aiguilles d'Arves. Mont Blanc, dent Blanche, Le Dom, Schwarzhorn du mont Rose, Brunegghorn, les Diablerets, etc.
- 1871 : Cervin, dent Blanche, Weisshorn, Bietschhorn, Eiger, Silberhorn, Fusshorn, Jungfrau, etc.
- 1872 : Lyskamm, Nordend, Aletschhorn, Unterbächhorn, Finsteraarhorn, Agassizhorn, Wetterhorn, Schreckhorn, Gross Viesherhorn, Mönsch, Gspaltenhorn, Doldenhorn, etc.
- 1875 : aiguille Verte.
- 1876 : mont Blanc, aiguille de Blaitière, les Droites, massif de l'Adamello-Presanella et la Brenta, etc.
- 1878 : aiguille de Péclet.
- 1885 : campagne d'ascensions avec Christian Almer (fils) : du 19 juin au 18 septembre il fait 51 ascensions dans l'Oisans, la Maurienne, la Tarentaise et le Grand Paradis.
- 1892 : Jungfrau, Alpes du Tessin.
- 1895 : Eiger, Chaîne de l'Albula, Silvretta, Rätikon (Piz Ela, Piz Michel, Piz Buin, Piz Kesch, etc.).
- 1897 : de nombreux sommets entre le massif de la Bernina et massif du Stelvio.
- 1898 : il fait sa dernière grande ascension : l'Ortles.

## Hommages et postérité
Il a laissé son nom au pic Coolidge (massif des Écrins), à la cime Coolidge (sommet Nord de l'Olan - massif des Écrins), à la directe Coolidge sur la barre des Écrins, au couloir Coolidge (voie normale de la traversée du Pelvoux -  massif des Écrins), au colleto Coolidge (entre le mont Stella et la pointe du Gelas de Lourousa - Italie).
Distingué par des sociétés d'historiens, de géographes et d'alpinistes de toute l'Europe, il est en 1908 docteur honoris causa de l'Université de Berne.

## Anecdotes
- Sa chienne, Tschingel (1865 - 1879), achetée 10 francs et offert par son guide Christian Almer en 1867, doit son nom après avoir gravi le col Tschingle (2 824 m), brèche englacée entre le Mutthorn (3 041 m), un contrefort du Tschingelhorn (3 581 m), et les contreforts ouest du Morgenhorn (3 629 m) sur le Blümlisalp au sud du Gamchilücke. Elle fit l'ascension de 36 cols et 30 sommets dont le mont Blanc en 1875, le mont Rose, l'Aletschhorn, le Finsteraarhorn, l'Eiger, la Jungfrau, le Mönch, la Grande Ruine et le Râteau. Un sommet lui est dédié : Tschingellücke (2 785 m). Jusqu'en 1876, date de sa retraite de canidé alpiniste au moment du décès de miss Brevoort qui était devenue sa vraie maitresse, Tschingel est un élément important de l'équipe Brevoort-Coolidge. À sa mort en 1879, son maître publie 33 lignes de nécrologie dans l’Alpine Journal et lui consacre ensuite un article de 33 pages dans l’Alpine Studies. Coolidge admet ne pas avoir complètement identifié la race de sa chienne « un petit limier (Bloodhound) ou un grand Beagle ». En 1869 après avoir gravi le mont Rose, un groupe d'Anglais membres de l'Alpine Club, l'élisent membre d'honneur (Hon. A.C.), seule présence féminine, la société Alpine Club étant interdite aux femmes. Coolidge avec son trait d'humour habituel, mentionne en 1878 au sommet de la Grande Ruine sur la carte de visite qu'il laisse dans la pyramide de pierres érigée comme signature de son passage lors de ses ascensions, « Tschingel (Hon. A.C) » avec les autres membres de la cordée. Coolidge relate toujours avec humour que Tschnigel élevée en suisse allemand s'est mise à l'anglais mais est toujours restée allergique au français. Outre de nombreux talents relatés par Coolidge tels que casser des noix sans abîmer les cerneaux et boire du vin rouge, Miss Brevoort déclare que « c'est un guide né après son ascension de l'Eiger, sachant s'orienter sur les glaciers et détecter avec son flair les meilleurs ponts de neige elle est un membre à part entière de l'équipée. »
- Lorsque Coolidge séjournait à Maljasset (hameau de Saint-Paul-sur-Ubaye) avec son ami Almer, pour explorer les sommets du massif de Chambeyron, il fut dénoncé comme espion allemand par son hôtelier à la gendarmerie de Saint-Paul. En effet, l'alpinisme était un sport inconnu dans les Alpes du Sud à cette époque, et, après la guerre de 1870, les habitants étaient devenus méfiants face à tout individu parlant allemand et se livrant à des activités inhabituelles, tel Coolidge et son guide.
- Pour sa première ascension de l'aiguille du Plat de la Selle en 1876, il fit appel au guide Pierre Gaspard : « Le dimanche, 2 juillet, quoique d'une splendeur éclatante, fut consacré à un repos bien mérité. Notre premier soin fut d'engager un chasseur nommé Pierre Gaspard pour nous guider au sommet de l'Aiguille du Plat, qu'il disait avoir atteint lui-même[3]. [...] Gaspard est un bon guide et un compagnon amusant : j'ai été tout à fait content de lui[5]. » Une photo prise lors de la fête de la Société des touristes du Dauphiné le 15 août 1878 au col du Lautaret montre Coolidge et ses guides Almer père et fils en compagnie des alpinistes Paul Guillemin et A. Salvador de Quatrefages avec Pierre Gaspard père et fils (photo Jacques Garin, collection Museum départemental, Gap).

## Carrière littéraire

### Guides
Guide du Haut-Dauphiné (1887), The Lepontine Alps (1892), The Mountains of Cogne (1893), The Adula Alps (1893), The Range of Tödi (1894), Guide to Switzerland (1901), The Bernese Oberland (1904), Guide de Grindelwald (1900).

### Articles
- de 1880 à 1889 : Directeur de publication de l'Alpine Journal
- de 1868 à 1912 : 231 articles pour l'Alpine Journal
- Encyclopaedia Britannica

### Ouvrages
- Josias Simler et les origines de l'alpinisme jusqu'en 1600, 1904
- The Alps in Nature and History, 1908
- Alpine Studies, 1912
- A pioneer in the Alps: F. F. Tuckett, 1920
- Coolidge en Dauphiné - Récits de courses en Dauphiné (1870-1895), Vourles, Alpage, 2009, 183 p.  (ISBN 978-2-9535439-0-2)
- The Alpine Career of F. Gardiner, 1920